# هاري غاست
هاري غاست هو سياسي أمريكي، ولد في 19 سبتمبر 1920 في سانت جوزيف في الولايات المتحدة، وتوفي بنفس المكان في 30 يوليو 2015. نشط حزبياً في الحزب الجمهوري. وقد انتخب عضو مجلس ولاية ميشيغان ‏ وانتخب عضو مجلس نواب ميشيغان ‏.